# آلیس دیوید
آلیس دیوید (فرانسوی: Alice David‎؛ زادهٔ ۲۲ مارس ۱۹۸۷) بازیگر اهل فرانسه است.
از فیلم‌ها یا برنامه‌های تلویزیونی که وی در آنها نقش داشته‌است می‌توان به پرستاری از کودک، پرستاری از کودک ۲ اشاره کرد.